# Révolte de Lê Văn Khôi
Guerres siamo-vietnamiennes (en)
La révolte de Lê Văn Khôi (vietnamien : Cuộc nổi dậy Lê Văn Khôi, 1833-1835) est une révolte importante survenue au Viêt Nam du XIXe siècle, lors de laquelle les vietnamiens du Sud, les catholiques vietnamiens, les missionnaires catholiques français et les colons chinois sous la direction de Lê Văn Khôi s'opposent au règne de l'empereur Minh Mạng.

## Origine
La révolte est provoquée par les poursuites lancées par Minh Mạng contre les factions du sud qui s'opposent à son règne et ont tendance à être favorables au christianisme. Minh Mạng poursuit notamment Lê Văn Duyệt, ancien général fidèle de l'empereur Gia Long, qui s'est opposé à son intronisation. Sa tombe est profanée avec les mots "C'est l'endroit où l'infâme Lê Văn Duyệt fut puni" puisque Lê Văn Duyệt est déjà mort en juillet 1832.

## Début de la révolte

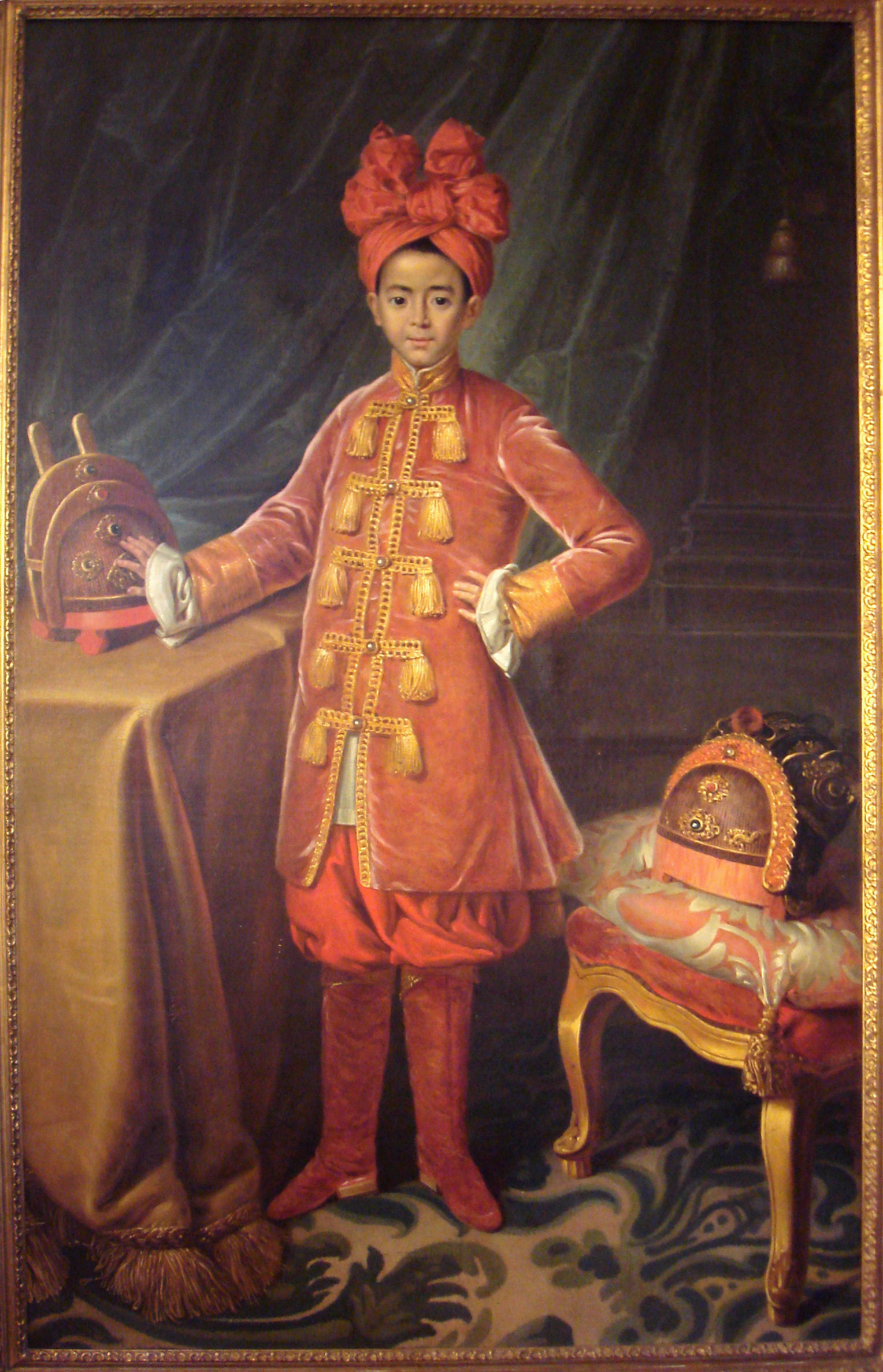
La révolte de Lê Văn Khôi cherche le rétablissement de la lignée du prince Cảnh (représenté ici lors de sa visite à Paris en 1787).

Lê Văn Khôi, le fils adoptif du général Lê Văn Duyệt, a également été emprisonné, mais a réussi à s'échapper le 10 mai 1833. Bientôt, de nombreuses personnes se joignent à la révolte, dans le désir de venger Lê Văn Duyệt et de contester la légitimité de la dynastie Nguyễn.

### Soutien catholique
Lê Văn Khôi se déclare favorable à la restauration de la lignée du prince Cảnh, héritier originel de Gia Long selon la règle de primogéniture, en la personne de son fils restant An-hoa. Ce choix vise à obtenir le soutien des missionnaires catholiques et des catholiques vietnamiens, qui ont soutenu la lignée du prince Cảnh avec Lê Văn Duyệt. Lê Văn Khôi promet en outre de protéger le catholicisme.
Le 18 mai 1833, les rebelles réussissent à prendre la citadelle de Saigon (Thanh Phien-an). Lê Văn Khôi parvient à conquérir six provinces de Gia Dinh (en) en l'espace d'un mois. Les principaux acteurs de la révolte sont des chrétiens vietnamiens et des colons chinois qui ont souffert du régime de Minh Mạng.

### Soutien aux siamois
Alors que Minh Mạng lève une armée pour réprimer la rébellion, Lê Văn Khôi se fortifie dans la forteresse de Saigon et demande l'aide des siamois. Rama III, roi du Siam, accepte l'offre et envoie des troupes attaquer les provinces vietnamiennes de Hà Tiên et An Giang ainsi que les forces impériales vietnamiennes au Laos et au Cambodge. Les troupes siamoises sont accompagnées de 2 000 soldats catholiques vietnamiens sous le commandement du père Nguyen Van Tam. Ces forces siamoises et vietnamiennes sont repoussées à l'été 1834 par le général Trương Minh Giảng (en). Lê Văn Khôi meurt en 1834, pendant le siège, et est remplacé par son fils Le Van Cu, âgé de 8 ans.

## Défaite et répression

Torture et exécution du père Joseph Marchand, le 5 novembre 1835.

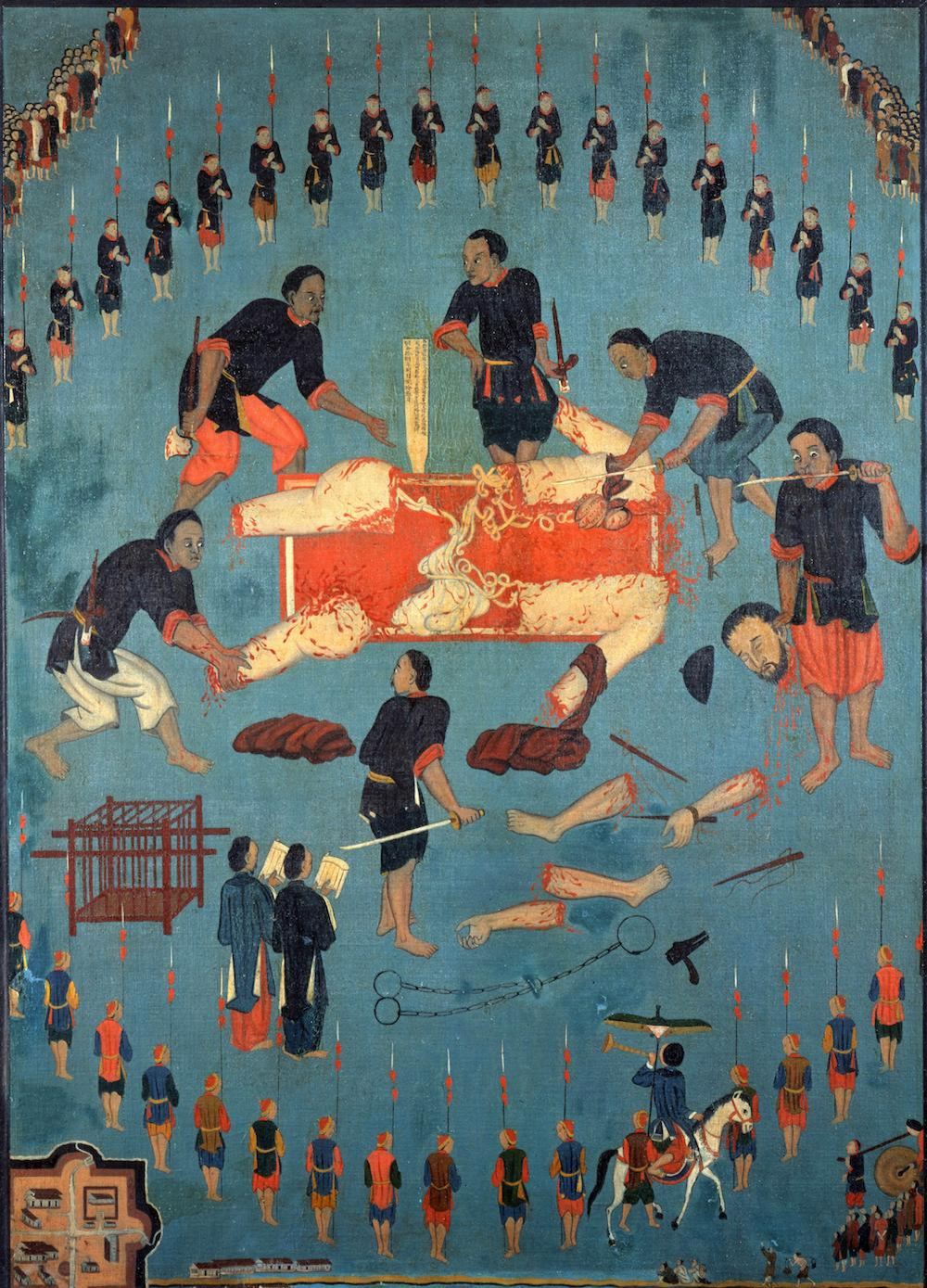
Exécution de Jean-Charles Cornay, le 20 septembre 1837.

Il faut trois ans à Minh Mạng pour réprimer la rébellion et l'offensive siamoise. Lorsque la forteresse de Phien An est envahie en septembre 1835, 1 831 personnes sont exécutées et enterrées dans des fosses communes (maintenant situées dans le district 3 de Hô Chi Minh-Ville). Seuls six survivants sont temporairement épargnés, parmi lesquels Le Van Cu, mais aussi le missionnaire français Père Joseph Marchand, de la Société des Missions étrangères de Paris. Marchand a apparemment soutenu la cause de Lê Văn Khôi et a demandé l'aide de l'armée siamoise, par le biais de communications avec son homologue du Siam, le père Taberd. Cela révèle la forte implication catholique dans la révolte. Le père Marchand est torturé et exécuté le 5 novembre 1835, tout comme l'enfant Le Van Cu.
L'échec de la révolte a un effet désastreux sur les communautés chrétiennes du Viêt Nam. De nouvelles vagues de persécutions contre les chrétiens suivent et des demandes sont faites pour retrouver et exécuter les missionnaires restants. Des édits anticatholiques à cet effet sont publiés par Minh Mạng en 1836 et 1838. En 1836-1837, six missionnaires sont exécutés : Ignacio Delgado, Dominico Henares, Jean-Charles Cornay, José Fernández, François Jaccard et Pierre Borie.